# شبکه تلویزیونی تی‌بی‌اس
شبکه تلویزیونی تی‌بی‌اس (انگلیسی: 株式会社TBSテレビ Kabushiki-gaisha TBS Terebi) یک ایستگاه تلویزیونی در کانتو است که زیر نظر توکیو برودکاستینگ سیستم اداره می‌شود.